# Разрушитель (Marvel Comics)
Разрушитель (англ. Destroyer) — персонаж комиксов издательства Marvel Comics. Впервые появился в комиксе Journey into Mystery #118 (июль 1965 года), был создан Стэном Ли и Джеком Кирби. В основном, является противником Тора, хотя, в отличие от многих связанных с ним персонажей, не имеет никакого прототипа в скандинавской мифологии.
Появившись в Серебряном веке комиксов, Разрушитель действовал в комиксах Marvel на протяжении более чем четырёх десятилетий, а также появлялся в мультсериалах, фильмах и видеоиграх по лицензии Marvel и в рамках «сопутствующей продукции», включающей фигурки и коллекционные карты. Из-за проблем с правами на товарные знаки, как минимум, одна линия игровых фигурок данного персонажа носит название Разрушитель Marvel (Marvel Destroyer у Hasbro).

## Вымышленная биография
Первоначально Разрушитель представлял собой магическую броню, выкованную Одином в качестве защиты от некой тёмной угрозы со стороны звёзд. Первоначально он появился в Храме Тьмы в Азии. Разрушитель несколько раз использовался заклятым врагом Тора Локи, и каждый раз был близок к тому, чтобы убить Тора. В первый раз он был использован охотником, которого Локи заманил в храм, используя свои умственные способности. В какой-то момент боя Тор оказался заключён в земле, но Локи спас его, сделав его нематериальным прямо перед тем, как Разрушитель собирался поразить его своим лучом. Тор вынудил охотника вернуться в своё тело, а затем похоронил Разрушителя под тысячами тонн породы. Впоследствии Разрушитель был спасён Карниллой и «оживлён» Сиф, которая пыталась использовать его для борьбы со злодеем Вредителем, когда Один, дабы преподать Тору урок, отправил его на Землю, временно лишив всех божественных способностей, кроме силы, но в итоге напал на Тора, пока Сиф не разорвала умственную связь с ним. Однажды Тор предложил Разрушителя Галактусу в обмен на освобождение тогдашнего герольда Галактуса, Повелителя Огня. Галактус согласился, и Разрушитель стал его герольдом, обнаружив для него Анти-Землю и вступив в бой с Фантастической четвёркой, пока в итоге не был вновь захвачен Локи.
Годы спустя раскрылась упомянутая угроза со звёзд: селестианцы совместно с богами-отцами (Один, Зевс) объединили свои знания тысячелетия назад, чтобы создать Разрушителя в качестве оружия, способного остановить приход так называемого Четвёртого Куратора селестианцев. Однажды Один установил личный контроль над бронёй Разрушителя, а затем поглотил жизненные сущности всех присутствующих в Асгарде (за исключением отсутствовавшего Тора), увеличив свой рост до 610 метров. Разрушитель затем взял меч Одина и совместно с Уни-Разумом противостоял Четвёртому куратору, который уничтожил Уни-разум и расплавил броню Разрушителя, рассеив жизненные силы обитателей Асгарда. Асгардианцы позже были возрождены Тором, взявшим энергию от других богов-отцов. Разрушитель, однако, не полностью разрушен, и несколько лет спустя Локи воссоздал его в попытке уничтожить серьёзно ослабленного Тора, когда после убийства им змея Мидгарда Хель наслала на него проклятие, сделавшее его кости хрупкими и лишившее способности исцеляться. Тор, однако, лишил контроля над Разрушителем управлявшего им инеистого великана Сиггорта с помощью своей силы воли и, сам взяв Разрушителя под контроль, направился на поединок с Локи, чтобы победить последнего. Разрушитель — впервые изображённый в комиксе как самостоятельно думающий и говорящий — пытался взять разум Тора под свой контроль, но неудачно. Разрушитель, вооружённый молотом Тора, отправился в мир Хели, победил её в бою и заставил отменить проклятье, насланное ей на Тора. Тор оставил Разрушителя заточённым в кристалле во владениях Хели, где он в конечном счёте был «оживлён» богиней Лорелеей. Лорелея, управляя им, сражалась с несколькими асгардианцами и в итоге оказалась в ловушке в измерении Великих Зверей.
Разрушитель позже использовался троллями, которые «вдохнули» в него дух Маэстро, злого Халка будущего. Хотя Халк был не в состоянии победить Разрушителя в бою, он оказался способен «войти» внутрь Разрушителя, поскольку имел ту же душу, что и Маэстро, что позволило ему сражаться с ним и победить его изнутри. Тор ещё дважды сталкивался с Разрушителем; в первый раз тот почти убил его и сломал ему челюсть. Во второй раз Разрушитель снова использовался Локи и был «оживлён» Десаком, но в этот раз Тор, имевший силу Одина, обезглавил его одним броском своего молота Мьёлльнира.
Разрушитель позже находился под контролем бога Бальдра, когда Тор отправился на поиски пропавших асгардианцев. Доктор Дум также однажды овладел бронёй Разрушителя и использовал её копию, чтобы атаковать Асгард.

## Силы и способности
Хотя Разрушитель может в течение некоторого времени действовать полностью самостоятельно, предполагается, что его неодушевлённая структура управляется чьим-то живым разумом. Разрушитель сам по себе обладает примитивным разумом и стремится лишь к разрушению, если им не управляет кто-то с очень сильной волей, как Тор или Локи. Один также может прочесть заклинание, которое вдохнёт жизнь в броню Разрушителя, но может и «отключить» её. Будучи активирован и снабжён «жизненной силой», Разрушитель обладает колоссальной силой и выносливостью. Разрушитель способен выдержать колоссальные нагрузки, давление в миллион тонн камня или воды, мощнейшие взрывы энергии и даже восстанавливаться к своей первоначальной форме после расплавления. Он также способен генерировать и испускать мощнейшие заряды тепловой энергии, лазерные и электромагнитные лучи, а также менять молекулярную структуру веществ — например, превращать воду в камни.

## Вне комиксов

### Фильм
Разрушитель присутствовал в фильме «Тор» 2011 года режиссёра Кеннета Брана, где был представлен в виде полуавтономного, но неразумного существа, напрямую подчиняющегося приказам правителя Асгарда.

### Видеоигры
- Разрушитель присутствовал в качестве босса в играх Marvel: Ultimate Alliance и Marvel: Ultimate Alliance 2.
- Разрушитель является боссом и игровым персонажем в Lego Marvel Super Heroes
- Разрушитель является играбельным персонажем в играх Marvel Future Fight и Marvel: Contest of Champions.